# Sycozoa melopepona
Sycozoa melopepona is een zakpijpensoort uit de familie van de Holozoidae. De wetenschappelijke naam van de soort werd in 1975 voor het eerst geldig gepubliceerd door Françoise Monniot.